# Великий Сардик (присілок)
Великий Сарди́к (рос. Большой Сардык) — присілок у складі Сюмсинського району Удмуртії, Росія.
Населення — 1 особа (2010; 17 в 2002).
Національний склад (2002):
- росіяни — 94 %

## Урбаноніми[3]
- вулиці — Сардицька